# Championnat du Norrland de football 1926
 (signalé en juin 2025).
Si vous disposez d'ouvrages ou d'articles de référence ou si vous connaissez des sites web de qualité traitant du thème abordé ici, merci de compléter l'article en donnant les références utiles à sa vérifiabilité et en les liant à la section « Notes et références ».
- Archive Wikiwix
- Bing
- Cairn
- DuckDuckGo
- E. Universalis
- Gallica
- Google
- G. Books
- G. News
- G. Scholar
- Persée
- Qwant
- (zh) Baidu
- (ru) Yandex
- (wd) trouver des œuvres sur Wikidata

Navigation
Édition précédente Édition suivante
Le Championnat du Norrland 1926 ou Norrländska Mästerskapet 1926 est la 2e édition de ce championnat qui vise à permettre aux meilleurs clubs du Norrland, alors écartés de l'Allsvenskan, de s'affronter afin de déterminer le meilleur club des régions septentrionales du pays.

## Tour préliminaire
- 20 juin 1926 : Ljusne AIK 1 - 2 IF Friska Viljor

## Phase finale
|  | Demi-finales                  | Demi-finales                  |               |   | Finale                      | Finale                      |
|  | Demi-finales                  | Demi-finales                  |               |   | Finale                      | Finale                      |
|  |                               |                               |               |   |                             |                             |
|  | 4 juillet 1926 à Örnsköldsvik | 4 juillet 1926 à Örnsköldsvik |               |   | 18 juillet 1926 à Östersund | 18 juillet 1926 à Östersund |
|  | 4 juillet 1926 à Örnsköldsvik | 4 juillet 1926 à Örnsköldsvik |               |   | 18 juillet 1926 à Östersund | 18 juillet 1926 à Östersund |
|  | IF Friska Viljor              | 3                             |               |   | 18 juillet 1926 à Östersund | 18 juillet 1926 à Östersund |
|  | IF Friska Viljor              | 3                             |               |   | 18 juillet 1926 à Östersund | 18 juillet 1926 à Östersund |
|  | IFK Östersund                 | 3                             |               |   | 18 juillet 1926 à Östersund | 18 juillet 1926 à Östersund |
|  | IFK Östersund                 | 3                             | IFK Östersund | 0 |                             |                             |
|  | 27 juin 1926 à Boden          |                               | IFK Östersund | 0 |                             |                             |
|  |                               | Bodens BK                     | 2             |   |                             |                             |
|  | Bodens BK                     | Bodens BK                     | 2             | 9 |                             |                             |
|  | Bodens BK                     |                               |               | 9 |                             |                             |
|  | IFK Umeå                      | 0                             |               |   |                             |                             |
|  | IFK Umeå                      | 0                             |               |   |                             |                             |

### Match d'appui
- 11 juillet 1926: IFK Östersund 5-2 IF Friska Viljor

| Vainqueur du Norrländska Mästerskapet 1926 |
| ------------------------------------------ |
| Bodens BK 1er titre                        |